# Albert McIntire

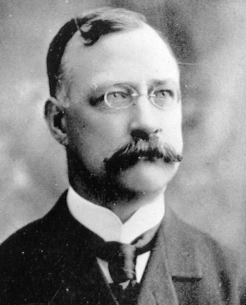
Albert McIntire

Albert Wills McIntire (* 15. Januar 1853 in Pittsburgh, Pennsylvania; † 31. Januar 1935) war ein US-amerikanischer Politiker (Republikanische Partei) und von 1895 bis 1897 der neunte Gouverneur des Bundesstaates Colorado.

## Frühe Jahre und politischer Aufstieg
McIntire besuchte das Newell Institute und dann bis 1875 die Yale University, an der er unter anderem Jura studierte. Im Jahr 1876 zog er nach Colorado, wo er sowohl als Anwalt arbeitete als auch eine Viehzucht aufbaute.
Zwischen 1883 und 1886 war McIntire Richter im Conejos County. Im Jahr 1888 wurde er Richter im zwölften Gerichtsbezirk seines Staates. Am 6. November 1894 wurde er zum Gouverneur seines Staates gewählt. Bei dieser Wahl konnten erstmals Frauen ihr neu erworbenes Wahlrecht ausüben.

## Gouverneur von Colorado
Albert McIntire trat sein neues Amt am 8. Januar 1895 an. In dieser Zeit wurde die staatseigene Nervenheilanstalt erweitert. In der Regierung wurde eine eigene Abteilung für Bergbauangelegenheiten eingerichtet. Für den Ausbau der Straßen wurden mehr Gelder bereitgestellt und Glücksspiele wurden verboten. Ein weiterer Regierungsausschuss zur Zusammenarbeit mit den Regierungen der anderen Bundesstaaten wurde ins Leben gerufen. Im Zusammenhang mit einigen Lynchmorden in Walsenburg kam es zu diplomatischen Verwicklungen zwischen den Regierungen von Italien und der USA. Einen gewalttätigen Streik in Leadville beendete der Gouverneur mit Hilfe der Nationalgarde.
Nach Ablauf seiner Amtszeit zog sich McIntire aus der Politik zurück und widmete sich seinen privaten Angelegenheiten, zu denen seine Anwaltspraxis und seine Viehzucht gehörten. Er starb im Januar 1935. Albert McIntire war zweimal verheiratet und hatte drei Kinder.